# Natalie Paris
Natalie May Paris (6 luglio 1994) è un'attrice teatrale britannica.
È nota soprattutto per aver interpretato il ruolo di Jane Seymour nel musical Six, per cui è stata nominata ai Premi Olivier come migliore attrice non protagonista in un musical nel 2019, insieme alle sue compagne di cast.

## Biografia
Inizia la sua carriera nei musical da bambina ed recita in produzioni del West End come Les Miserables e Chitty Chitty Bang Bang. Nel 2005 interpreta il ruolo di Louise in Sunday in the Park con George alla Menier Chocolate Factory con Anna-Jane Casey e Daniel Evans. Lo spettacolo si sposta al Wyndham's Theatre nel 2006, con Jenna Russell nel ruolo di Dot/Marie.
Nel 2014 interpreta una delle Ballet Girls nel musical Billy Elliott al Victoria Palace.
Dal 2018 al 2021 fa parte del cast del musical Six sin dai suoi esordi al Fringe di Edimburgo. Nel 2019 viene nominata con gli altri cinque membri del cast dello spettacolo per il Premio Laurence Olivier come migliore attrice non protagonista in un musical. Il musical riceve varie nominations, inclusa quella come nuovo musical, per miglior coreografa teatrale e per migliori costumi.
Nel 2022 il cast originale del musical partecipa nei ruoli originali a tre concerti all'Hampton Court Palace.
Nel 2023 si unisce nuovamente al cast di Six come Jane Seymour nel Tour Aragon degli Stati Uniti.A luglio 2023 Natalie lavora nel tour del Regno Unito e Irlanda del musical Pretty Woman nel ruolo di Kit De Luca. Lo spettacolo debutta a Birmingham il 17 ottobre 2023 e il cast include Amber Davies come Vivian, e Oliver Savile nel ruolo di Edward.

### Musica
Natalie fa parte del gruppo femminile Sorella, anche noto come The Stereoettes. Il gruppo è formato da quattro membri ed è stato in tournée nel Regno Unito e negli Stati Uniti.
Fa anche parte del gruppo femminile SVN, con sei membri del cast di Six, Jarnéia Richard-Noel (Jaye'J), Millie O'Connell, Maiya Quansah-Breed, Alexia McIntosh (Lexi), Aimie Atkinson e Grace Mouat. L'idea del gruppo inizialmente è stata suggerita da McIntosh nel 2020.
Nel 2021 SVN pubblica la prima canzone originale "Stars" e il secondo singolo, "Woman" nel 2022.

## Teatro
| Anno      | Titolo                         | Ruolo              | Teatro                                    |
| --------- | ------------------------------ | ------------------ | ----------------------------------------- |
| 2004      | Chitty Chitty Bang Bang        | Freya/Mini spia    | London Palladium                          |
| 2004      | Les miserables                 | La giovane Cosette | Sondheim Theatre                          |
| 2005      | Sunday in the park with George | Luisa              | Menier Chocolate Factory / Teatro Wyndham |
| 2014      | Billy Elliott                  | Ballerina          | Victoria Palace Theatre                   |
| 2018      | Six                            | Jane Seymour       | Tour nel Regno Unito, Arts Theatre        |
| 2022      | The Regulars (concerto)        | Betsy              | Hope Mill Theatre                         |
| 2022      | Emojiland (concerto)           | Operaio edile      | Garrick Theatre                           |
| 2023      | Six                            | Jane Seymour       | Tour Aragon negli Stati Uniti             |
| 2023-2024 | Pretty Woman, Il musical       | Kit De Luca        | Tour nel Regno Unito e in Irlanda         |

## Riconoscimenti
Premio Laurence Olivier
- 2019 – Candidatura per la miglior attrice non protagonista in un musical per Six